# The Joy of Music
The Joy of Music es el primer libro de Leonard Bernstein, publicado originalmente en tapa dura en 1959 por Simon & Schuster. La primera edición del Reino Unido fue publicada en 1960 por Weidenfeld & Nicolson. Fue traducido al alemán (1961), danés (1969), esloveno (1977), hebreo (1973 y 1977), chino (1987). La primera edición se reimprimió siete veces y se publicó en varias ediciones posteriores, incluso en edición de bolsillo y libro electrónico.
En la introducción del libro, «The Happy Medium», Bernstein analiza la naturaleza de la música y las dificultades de escribir sobre ella.
La primera parte del libro, «Imaginary Conversations», trata sobre Beethoven, su significado en la música y la dificultad de escribir melodías populares para compositores serios.
Una breve sección, «Interlude: Upper Dubbing, Calif.», describe las peculiaridades de la composición de música cinematográfica. Fue publicado por primera vez el 30 de mayo de 1954 en The New York Times.
La segunda parte consta de siete guiones de la serie de televisión Omnibus, tres de los cuales habían sido publicados entre 1956 y 1958 en Vogue. Contienen ejemplos de partituras para ilustrar la conferencia; los ejemplos sonoros de las conferencias y las acciones en el escenario se describen en forma de acotaciones escénicas.
1. «Beethoven's Fifth Symphony» («Quinta Sinfonía de Beethoven»), transmitida el 14 de noviembre de 1954
2. «The World of Jazz» («El Mundo del Jazz»), emitido el 16 de octubre de 1955
3. «The Art of Conducting» («El arte de dirigir»), emitido el 4 de diciembre de 1955
4. «American Musical Comedy» («Comedia musical americana»), transmitida el 7 de octubre de 1956
5. «Introduction to Modern Music» («Introducción a la Música Moderna»), emitido el 13 de enero de 1957
6. «The Music of Johann Sebastian Bach» («La Música de Johann Sebastian Bach»), emitida el 31 de marzo de 1957
7. «What Makes Opera Grand?» («¿Qué hace que la ópera sea grande?»), transmitido el 23 de marzo de 1958

Las siete conferencias Omnibus de Bernstein, presentadas por Alistair Cooke, se lanzaron en una caja de cuatro DVD en 2016, para que los lectores de The Joy of Music puedan escuchar los ejemplos musicales.